# Як-25 (1947)
Як-25 (первый с таким обозначением) — опытный реактивный истребитель ОКБ Яковлева с прямым крылом. Был изготовлен в двух экземплярах и испытан в конце сороковых годов.

## История создания

### Разработка
В 1947 году под закупленные в Англии двигатели Дервент V ОКБ Яковлева спроектировало два истребителя: Як-23, реданной схемы, и Як-25, разрабатывавшийся на базе истребителя Як-19. Ведущим конструктором был создавший Як-19 Л. Л. Селяков. Новый самолёт был сконструирован по той же схеме что и его предшественник: он имел полумонококовый фюзеляж с размещением двигателя позади кабины пилота.
Фюзеляж Як-25 состоял из двух секций, носовой и хвостовой, с располагавшимся за крылом эксплуатационным разъёмом для снятия двигателя.
Крыло прямое, двухлонжеронное со щелевым закрылком ЦАГИ. На законцовках крыла могли подвешиваться топливные баки. Оперение истребителя стреловидное, крестообразной схемы, стабилизатор и киль оперения двухлонжеронные. Под горизонтальным оперением тормозные щитки, автоматически открывающиеся при достижении предельной скорости. Спереди кабина пилота была защищена бронестеклом толщиной 57 мм и бронеплитой толщиной 6 мм. Катапультное кресло, которым были оснащены оба Як-25, имело бронеспинку толщиной 8 мм. Гермокабиной оснащался только Як-25-2.
Як-25 планировали оснастить двумя пушками Ш-3-23 с общим боекомплектом в 150 патронов, однако те не прошли госиспытаний и их заменили тремя НР-23 с боезапасом 75 патронов на ствол. Пушки располагались под кабиной пилота.
Оборудование самолёта включало радио РСИ-6, радиополукомпас РПКО-10М, ответчик «свой-чужой» СЧ-3, генератор ГСК-1200, аккумулятор 12-А-10, фотокинопулемёт С-13 и кислородный аппарат КП-14 с двухлитровым кислородным баллоном.

### Испытания
1 февраля 1947 года был утвержден эскизный проект истребителя. Заводские испытания опытного Як-25-1 начались 31 октября. 2 ноября лётчик-испытатель Сергей Анохин впервые поднял машину в воздух. Самолёт продемонстрировал высокие маневренные характеристики и высокую скороподъёмность. При испытании на максимальную скорость началась сильнейшая тряска, причиной которой оказался несимметричный срыв потока с нижней и верхней поверхностей стабилизатора. Проблема была решена применением интерцепторов на стабилизаторе, после чего на испытаниях, доработанный истребитель показал максимальную скорость на 60 км/ч превышавшую скорость Як-23.
С учетом опыта полученного при испытаниях первого Як-25, был построен оснащенный гермокабиной Як-25-2. Из-за доработок, по сравнению с первым прототипом, масса самолёта увеличилась на 335 кг. Самолёт был передан на госиспытния, которые закончились в сентябре 1948 года. Несмотря на высокие маневренные характеристики и эффектный показ на авиапараде в Тушино, Як-25 остался опытным самолётом. От него отказались в пользу более перспективного МиГ-15 со стреловидным крылом.

## Аэросцепка
Во время освоения первых типов реактивных истребителей, разработчики и военные столкнулись с проблемой дальности полёта, которая не позволяла создать эффективный эскортный истребитель. Все попытки увеличения дальности путём оснащения самолётов подвесными топливными баками, и создание «авиаматок» несущих на себе свою защиту, не увенчались успехом. Разработка систем дозаправки топливом в полёте, начатая после войны, находилась в зачаточном состоянии, в то время как хорошо была освоена и широко применялась буксировка планеров за самолётом.
Конструкторы ОКБ Яковлева предложили буксировать истребитель за бомбардировщиком. Единственным отличием от буксировки планера было то, что истребитель взлетал самостоятельно, после чего пристыковывался к тросу, спущенному с бомбардировщика. Для проверки этой идеи использовали второй опытный истребитель Як-25.
Над воздухозаборником установили телескопическую штангу, которая при сближении с конусом на конце буксировочного троса выстреливалась и фиксировалась в нём замком. Для осуществления сцепки ночью, на истребитель установили специальную фару. В качестве буксировщика на испытаниях использовали ленд-лизовский бомбардировщик B-25 Mitchell.
Лётные испытания системы буксировки начались 1 июня 1949 года и закончились в сентябре 1950 года. За это время было выполнено 11 полётов, из них две сцепки были произведены в ночное время. Летчиком истребителя был С. Н. Анохин, а бомбардировщик пилотировали лётчики ЛИИ, сначала Л. Торощенко, а затем В. Ф. Хапов. Ведущие инженеры Ч. Г. Гадзаов, И. И. Мартынов и Е. Г. Каск.
Эксперимент прошёл удачно, в отчетах испытатели оценивали систему положительно, и в дальнейшем система перекочевала на аэросцепку Ту-4 — МиГ-15, созданную в ОКБ-115.

## Як-27
Проект истребителя сопровождения, аналогичный по конструкции Як-25, но с двигателем РД-45. Рассматривалось два варианта истребителя — с лобовым, или двумя боковыми воздухозаборниками. Спустя два года этот проект переработали под более мощный двигатель ВК-1, но и он остался только на бумаге.

## Тактико-технические характеристики
Приведены данные протипа Як-25 серийный № 115001.
Источник данных: Gordon, 2005, p. 178; Шавров, 1988.

Технические характеристики
- Экипаж: 1 пилот
- Длина: 8,66 м
- Размах крыла: 8,88 м
- Высота:
- Площадь крыла: 14,0 м²
- Угол стреловидности по линии 1/4 хорд: 2°45'
- Коэффициент удлинения крыла: 5,64
- Коэффициент сужения крыла: 2,5
- Профиль крыла: ЦАГИ С-9С-9 - корень крыла, КВ-4-9 - законцовки
- Масса пустого: 2285 кг
- Нормальная взлётная масса: 3185 кг
- Максимальная взлётная масса: 3535 кг (с ПТБ на законцовках)
- Масса топлива во внутренних баках: 700 кг
- Силовая установка: 1 × ТРД РД-500
- Тяга: 1 × 15,6 кН (1590 кгс)

Лётные характеристики
- Максимальная скорость:  
  - у земли: 982 км/ч
  - на высоте: 953 км/ч на 3000 м
- Посадочная скорость: 172 км/ч
- Практическая дальность: 1100 км
  - с ПТБ: 1600 км
- Продолжительность полёта: 2,6 ч (без ПТБ)
- Практический потолок: 14 000 м
- Скороподъёмность: 37,0 м/с (у земли)
- Время набора высоты:
  - 5000 м за 2,5 мин
  - 10000 м за 6,3 мин
- Нагрузка на крыло: 228 кг/м²
- Тяговооружённость: 0,5
- Длина разбега: 510 м
- Длина пробега: 825 м

Вооружение
- Стрелково-пушечное: 3 × 23 мм пушки НР-23 с 75 патр. на ствол